# Амос Јерусалимски
Амос Јерусалимски је био патријарх Јерусалимске патријаршије од 594. до 601. године, који је том месту наследио патријарха Јована IV.
Мало се зна о Амосовом животу. Очигледно му је било тешко да врши своју патријаршијску власт, посебно у односима са игуманом Нове лавре, тако да је папа Григорије нашао за сходно да пише Амосу и Анастасију тражећи да угуше световни живот монаха у манастиру који је био поред цркве Неа. Папа Гргур је такође затражио од њих да помире своје разлике, што су они очигледно и учинили.
Патријарх Амос је саградио цркву посвећену Светом Јовану северно од зидина Јерусалима.